# ماری لوئیز ژیرو
ماری لوئیز ژیرو (فرانسوی: Marie-Louise Giraud‎؛ ۱۷ نوامبر ۱۹۰۳ – ۳۰ ژوئیه ۱۹۴۳) یک سقط‌کننده جنین فرانسوی و یکی از آخرین زنانی بود که در فرانسه با گیوتین اعدام شد. ژیرو در فرانسه ویشی محکوم شد و به دلیل انجام ۲۷ سقط جنین در منطقه شربورگ، در ۳۰ ژوئیه ۱۹۴۳ اعدام شد. داستان او در فیلم داستان زنان به کارگردانی کلود شابرول در سال ۱۹۸۸ به نمایش درآمد.
او که به ۲۷ مورد سقط جنین در ازای دریافت دستمزد کمک کرده بود از سوی دادگاه حکومت ویشی به اعدام با گیوتین محکوم شد. رئیس دادگاه بر «بی‌اخلاقی» ماری لوئیز ژیرو به دلیل کمک به زنان دیگر برای سقط جنین تأکید کرده بود. ماری لوئیز ژیرو در سن ۳۹ سالگی در صبح روز ۳۰ ژوئیه ۱۹۴۳ در حیاط زندان دولا روکت در پاریس توسط جلاد ژول هانری دفورنو با گیوتین اعدام شد.
کلود شابرول، کارگردان سرشناس فرانسوی در سال ۱۹۸۸ با ساخت فیلمی به نام «داستان زنان» زندگی، محاکمه و اعدام ماری لوئیز ژیرو را به تصویر کشید. در این فیلم ایزابل هوپر نقش ماری لوئیز ژیرو را بازی می‌کند. پیروان تندروی مذهب کاتولیک در همان سال به یکی از سینماهایی که این فیلم را در پاریس نشان می‌داد حمله کردند و یکی از تماشاگران این سینما بر اثر حمله قلبی درگذشت. «داستان زنان» در جشنواره فیلم ونیز آن سال چند جایزه دریافت کرد.